# 간도국민회
간도국민회(間島國民會)는 1919년 북간도에서 조직된 자치 기관이었다.
3·1 운동 이후 한국에서 많은 사람이 간도에 이주하자, 연길(延吉)·화룡(和龍)·왕청(王淸) 등 세 개 현(縣)의 대표는 자치 기관의 필요성을 느끼고
구춘선(具春先)을 회장, 강구만(姜九萬)을 부회장, 고동환(高東煥)을 비서 겸 재무로 임명하고 간도국민회를 조직하였다.
국민회는 세 현을 다섯 구회(區會)로 나누고, 그 밑에 52개의 지회(支會)를 두어 기구를 정비하는 한편, 대한민국 임시정부에 복종하면서 독립 운동을 전개하였다.
그 후, 훈춘(暉春) 대한국민회(大韓國民會)의 회원 21,000명을 포섭, 지회를 80개소로 확대시키는 한편,
임원을 개선하여 회장에 구춘선과 이명순(李明淳)이 함께 피선되었고, 부회장에 박관일(朴觀一), 서기에 여남섭(呂南燮)·오종범(吳宗範), 회계에 오현경(吳玄慶) 등을 선출하였다.
1920년 3월에는 홍범도가 지휘하는 200여 명의 군대를 국민회 직할인 정일제일군(征日第一軍)으로 편입시켰다.
다시 최진동(崔振東)·이태범(李泰範) 등의 도독부군(都督府軍) 300여 명을 포섭하여 정일제일군을 대한북로독군부(1920.5)로 개편하고
사령관에 최진동, 부관 안무(安武), 연대장 홍범도, 제1중대장 이천오(李千五), 제2중대장 강상모(姜尙模), 제3중대장 강시범(姜時範), 제4중대장 조권식(趙權植) 등을 임명하여 부대를 정비하였다.
국민회는 계속하여 군비 확장에 힘써 1920년까지도 한국에서 가장 큰 군대를 육성하여 일본군에 큰 타격을 주었다.

## 별칭
- 대한국민회
- 북간도대한국민회
- 북간도국민회
- 간도대한민회
- 대한민회

## 같이 보기
- 대한국민회
- 대한국민회군
- 대한독립군